# Баковия, Джордже
Джордже Баковия (рум. George Bacovia), настоящее имя Джордже Василиу (рум. George Vasiliu, 17 сентября 1881, Бакэу — 22 мая 1957, Бухарест) — румынский поэт-символист.

## Биография
Сын коммерсанта. Учился в университете в Бухаресте и Яссах. Получил юридическое образование, служил чиновником в различных министерствах. Дебютировал в печати в 1898 году, первую книгу стихов «Свинец» выпустил в 1916 году.
Похоронен в Бухаресте на кладбище Беллу.

## Произведения
- Свинец (1916)
- Желтые искры (1926)
- Кусочки ночи (1926)
- Стихотворения (1929)
- С вами… (1930)
- Стихотворения (1934)
- Комедии на фоне (1936)
- Оперы (1944)
- Буржуазные марки (1946)

## Публикации на русском языке
- Стихи // Антология румынской поэзии, М., 1958
- Жёлтые искры. Бухарест: Минерва, 1978
- Стихи // Строфы века — 2. М.: Полифакт, 1998, с.579-580

## Признание
Премия Общества румынских писателей (1925, разделил с Лучианом Блага), Национальная премия (1934). Стихи Баковии переведены на английский, французский, немецкий, польский, венгерский и др. языки.
В 2015 году Джордже Баковия посмертно избран членом Румынской Академии.